# Jabria Bhil
Jabria Bhil fou un estat tributari protegit de l'Índia, del tipus thakurat garantit del grup de thakurats dels Girasia a l'agència de Bhopal. Quan els britànics van establir la seguretat a Malwa després del 1818, Rajan Kham germà del notable cap pindari Chitu, va rebre una pensió que més tard li fou bescanviada per una assignació de terres a Sujawalpur, de manera vitalícia; es tractava d'un jagir de tres pobles (Piplianagar, Kajuri i Jabria Bhil, i un istimrari (terres assignades a perpetuïtat) a Dugria i Jabri, amb una renda anual de 50 lliures. A la mort de Rajan Khan, en consideració a la seva bona conducta els darrers anys de la seva vida, el jagir fou concedit perpetua i hereditàriament als seus fills, repartit en cinc trossos. Raja Bakhsh va rebre Jabria Bhil i Jabri i ho va conservar fins a la seva mort el 1874; el va succeir el seu fill Jamal Bakhsh que pagava un tribut de 25 lliures anuals a Gwalior. L'estat va existir fins al 1948.